# 特雷维索篮球俱乐部
特雷维索篮球俱乐部，亦称特雷维索贝纳通，是意大利特雷维索市的一个篮球俱乐部，现在参加意大利篮球甲级联赛。

## 历史
1954年，特雷维索篮球俱乐部成立。1982年，该队被贝纳通买下。2006年，该队第五次夺得联赛冠军。